# Castell Pistog
Castell Pistog är ett slott i Storbritannien.   Det ligger i kommunen Ceredigion och riksdelen Wales, i den södra delen av landet, 300 km väster om huvudstaden London. Castell Pistog ligger 107 meter över havet.
Terrängen runt Castell Pistog är platt åt nordost, men åt sydväst är den kuperad. Castell Pistog ligger nere i en dal som går i öst-västlig riktning. Runt Castell Pistog är det ganska tätbefolkat, med 72 invånare per kvadratkilometer. Närmaste större samhälle är Llandysul, 3,5 km öster om Castell Pistog. Trakten runt Castell Pistog består i huvudsak av gräsmarker.